# Festivais ABU da Canção
Os Festivais ABU da Canção, são festivais baseados no Festival Eurovisão da Canção. O conceito foi anunciado pela primeira vez em 2007, quando a União Europeia de Rádiodifusão, produtora do Festival Eurovisão da Canção, anunciou que tinha vendido o formato a uma empresa asiática que iria realizar um concurso semelhante na Ásia. Ao contrário do Festival Eurovisão, que é produzido por emissoras do Estado ou emissoras públicas, o Festival Ásio-Pacífico é um evento comercial, levado a cabo pela Asiavision Pte Ltd.
Cada país participante escolhe uma canção que será apresentada em directo na televisão e que irá depois a votos contra as canções dos outros países para determinar a mais popular em competição.
O primeiro Our Sound: Festival Ásio-Pacífico da Canção, realizar-se-á em 2010, e terá o nome de Our Sound: Festival Ásio-Pacífico da Canção 2010. Realizar-se-á em Macau e contará com 13 países participantes.

## Formato e informação
Andreas Gerlach, CEO da Asiavision Pte. Ltd, afirmou que o "o formato é muito adequado para a região da Ásia e ao seu povo, que adora música popular e tem um forte orgulho nacional. Hoje em dia, na Ásia é tudo de competição, económica e política. O Festival da Canção é uma competição amigável entre culturas. Como na Europa, a linguagem universal da música irá ajudar a aproximar as pessoas e irá fomentar a cooperação mútua na região."
O Our Sound: Festival Ásio-Pacífico da Canção está planeado para ser um evento musical de 6 meses, que consiste em torneios nacionais e regionais e, depois, numa grande final. O concusro será visto em 13 países/regiões no primeiro ano: Austrália, Bangladesh, Camboja, China, Filipinas, Hong Kong, Índia, Indonésia, Malásia, Singapura, Tailândia, Taiwan e Vietname. Nestas áreas vivem mais de 3 biliões de pessoas (metade da população da terra), e mais de 500 milhões de pessoas são proprietárias de casas, ou seja, potenciais espectadores.
No seu primeiro ano, o Festival internacional propriamente dito abrangerá 2 dias, uma 6ª Feira e um Domingo. Na 6ª Feira, todas as músicas a concurso serão apresentadas (as selecções dos representantes de cada país começam em Novembro de 2009), durante Sábado e Domingo decorrerá uma votação, e no Domingo dá-se o 'Winners Show' (Espetáculo dos Vencedores), onde serão apresentados os resultados das votações. Os anfitriões do espetáculo falarão em inglês e mandarim.

## Participações

### Primeira participação de cada país
| Ano  | País |
| ---- | --- |
| 2010 | {Austrália}, {Bangladesh}, {China}, {Camboja}, {Filipinas}, {Hong Kong}, {Índia}, {Indonésia}, {Malásia}, {Singapura}, {Tailândia}, {Taiwan}, {Vietname} |

| Ano  | País-winner | 2         | Canção-winner | País    |
| ---- | ----------- | --------- | ------------- | ------- |
| 2010 | Camboja     | Filipinas | Camboja       | Índia   |
| 2011 |             |           |               | Camboja |

### Participações na primeira edição
Na primeira edição irão participar 6 países. Segue-se abaixo uma lista dos mesmos.
| País         |
| ------------ |
| {Austrália}  |
| {Bangladesh} |
| {Camboja}    |
| {Filipinas}  |
| {Índia}      |
| {Taiwan}     |

### Participantes actuais
| Ano  | Debut                                                                 | Países que saem | Países que regressam |
| ---- | --------------------------------------------------------------------- | --------------- | -------------------- |
| 2010 | Austrália · Filipinas · {Bangladesh} · {Camboja} · {Índia} · {Taiwan} |                 |                      |
| 2011 | Rússia · Vietname                                                     | Austrália       |                      |